# Nowosiołki (rejon wołowski)
Nowosiołki (ros. Новосёлки) – wieś (ros. деревня, trb. dieriewnia) w zachodniej Rosji, w sielsowiecie ożogińskim rejonu wołowskiego w obwodzie lipieckim.

## Geografia
Miejscowość położona nad rzeką Ołym, 2 km od centrum administracyjnego sielsowietu ożogińskiego (Iwanowka), 16 km od centrum administracyjnego rejonu (Wołowo), 120 km od stolicy obwodu (Lipieck).
W granicach miejscowości znajdują się ulice: Dacznaja, Żeleznodorożnaja.

## Demografia
W 2012 r. miejscowość zamieszkiwało 28 osób.